# Lijst van spelers van Middlesbrough FC
Deze lijst omvat voetballers die bij de Engelse voetbalclub Middlesbrough FC spelen of gespeeld hebben. De spelers zijn alfabetisch gerangschikt.

## A
- Abel Xavier
- Afonso Alves
- William Agnew
- Andrew Aitken
- Jérémie Aliadière
- Stan Anderson
- Viv Anderson
- Julio Arca
- Alun Armstrong
- David Armstrong
- Billy Ashcroft
- Billy Askew
- Robert Atherton
- Daniel Sanchez
- Yakubu Ayegbeni

## B
- Nicky Bailey
- Ian Baird
- Steve Baker
- Nick Barmby
- Michael Barron
- Matthew Bates
- Bobby Baxter
- Mikkel Beck
- Joe Bennett
- Marcus Bent
- Marlon Beresford
- Ralph Birkett
- David Black
- Clayton Blackmore
- Steve Bloomer
- George Boateng
- Phil Boersma
- Alen Bokšić
- Kris Boyd
- Bobby Braithwaite
- Marco Branca
- Branco
- Mark Brennan
- Alex Brown
- John Brownlie
- Robert Bruce

## C
- Jamie Cade
- Andy Campbell
- George Camsell
- Benito Carbone
- Jacky Carr
- Lee Cattermole
- Malcolm Christie
- Brian Close
- Brian Clough
- Mick Cochrane
- Terry Cochrane
- Andrew Collett
- Alfred Common
- Paul Connor
- Colin Cooper
- Terry Cooper
- Neil Cox
- Ronnie Coyle
- Danny Coyne
- Tom Craddock
- Bob Crone
- Johnny Crossan
- Mark Crossley
- David Cumming
- Michael Cummins

## D
- Peter Davenport
- Stewart Davidson
- Andrew Davies
- Arthur Davies
- Brian Deane
- Michaël Debève
- Peter Desmond
- Didier Digard
- Doriva
- Craig Dove
- Stewart Downing

## E
- Ugo Ehiogu
- George Elliott
- Emerson
- Marvin Emnes
- Jason Euell
- John Eustace

## F
- Willie Falconer
- Michael Fenton
- Gianluca Festa
- Arthur Fitzsimons
- Jan Åge Fjørtoft
- Curtis Fleming
- Willo Flood
- Alan Foggon
- Caleb Folan
- Jonathan Franks
- Chris Freestone
- Viktor Fischer

## G
- Paul Gascoigne
- Jason Gavin
- Ben Gibson
- Phil Gilchrist
- Jonathan Gittens
- Dean Glover
- Dean Gordon
- Danny Graham
- Jonathan Greening
- Thomas Griffiths
- Jonathan Grounds

## H
- Maximilian Haas
- Andy Halliday
- Ray Hankin
- George Hardwick
- William Harris
- Craig Harrison
- Jimmy Hartnett
- Jimmy Floyd Hasselbaink
- George Henderson
- John Hendrie
- John Hewitt
- Craig Hignett
- Seb Hines
- David Hodgson
- Edwin Holliday
- Robert Hosker
- Justin Hoyte
- Mark Hudson
- Robert Hume
- Ben Hutchinson
- Robert Huth

## I
- Carl Ikeme
- Paul Ince

## J
- Božidar Janković
- Samuel Jennings
- Cameron Jerome
- Joseph-Désiré Job
- Adam Johnson
- John Johnson
- Allan Johnston
- Craig Johnston
- Brad Jones
- John Jones
- Juninho

## K
- Kei Kamara
- Christian Karembeu
- Graham Kavanagh
- John Kay
- Mick Kear
- Jason Kennedy
- Mick Kennedy
- Alan Kernaghan
- Matthew Kilgallon
- Sean Kilgannon
- Chris Killen
- Vladimír Kinder
- Marlon King
- Tarmo Kink
- Phil Kite
- Dave Kitson
- David Knight
- Cyril Knowles

## L
- Dong-Gook Lee
- Craig Liddle
- Leroy Lita

## M
- Massimo Maccarone
- Neil Maddison
- Enes Mahmutovic
- John Mahoney
- Curtis Main
- Wilf Mannion
- Carlos Marinelli
- Jock Marshall
- Malaury Martin
- Brian Marwood
- Jimmy McCabe
- Scott McDonald
- Thomas McIntosh
- Tony McMahon
- Stephen McManus
- Eric McMordie
- Mick McNeil
- Gaizka Mendieta
- Paul Merson
- Mido
- Alan Miller
- Joe Miller
- Lee Miller
- Danny Mills
- John Milne
- Alan Moore
- Jaime Moreno
- Chris Morris
- James Morrison
- Tony Mowbray
- David Murphy
- Robbie Mustoe

## N
- Carlo Nash
- Kyle Naughton
- Dick Neal
- Szilárd Németh
- Geremi Njitap
- Mel Nurse

## O
- Ronnie O'Brien
- Charlie O'Hagan
- Kelham O'Hanlon
- John O'Loughlin
- Gary O'Neil
- Keith O'Neill
- Jay O'Shea
- Paul Okon
- Anthony Ormerod
- Bryan Orritt
- Isaiah Osbourne
- Heini Otto
- Graeme Owens

## P
- Gary Pallister
- Cameron Park
- Ray Parlour
- Stuart Parnaby
- Andy Payton
- Alan Peacock
- Joe Peacock
- Nigel Pearson
- Willie Pease
- Fred Pentland
- Bruno Pilatos
- Jim Platt
- Emanuel Pogatetz
- Kevin Poole
- Nathan Porritt
- Marc Proctor

## Q
- Franck Queudrue

## R
- Fabrizio Ravanelli
- Adam Reach
- Michael Reiziger
- Hamilton Ricard
- Ricardinho
- Michael Ricketts
- Chris Riggott
- Connor Ripley
- Ben Roberts
- Barry Robson
- Bryan Robson
- Fábio Rochemback
- Marten de Roon
- Martin Russell
- Sam Russell

## S
- Tuncay Sanli
- Mark Schwarzer
- Robert Shannon
- Mohamed Shawky
- Bernie Slaven
- Richard Smallwood
- Bert Smith
- Paul Smith
- Graeme Souness
- Gareth Southgate
- Sean St Ledger
- Philip Stamp
- Jason Steele
- Jim Stewart
- Nobby Stiles
- Robbie Stockdale
- Mark Summerbell

## T
- Jack Taggart
- Mickäel Tavares
- Andrew Taylor
- Martin Thomas
- Michael Thomas
- Kevin Thomson
- Andy Todd
- Andy Townsend
- Ross Turnbull

## U
- Rolando Ugolini
- Tom Urwin

## V
- Víctor Valdés
- Steve Vickers
- Tony Vidmar
- Mark Viduka
- Jelle Vossen

## W
- Josh Walker
- Gary Walsh
- John Wark
- James Watson
- Maurice Webster
- David Wheater
- Noel Whelan
- Philip Whelan
- Derek Whyte
- Yanic Wildschut
- Luke Wilkshire
- Jesse Williams
- Luke Williams
- Rhys Williams
- Tim Williamson
- Andrew Wilson
- Andy Wilson
- Mark Wilson
- Peter Wilson
- Dean Windass
- David Winnie
- Jonathan Woodgate
- Alan Wright

## Y
- Mark Yeates
- Benny Yorston
- Luke Young

## Z
- Merouane Zemmama
- Boudewijn Zenden
- Christian Ziege